# Кармаскалинська сільська рада
Кармаскали́нська сільська рада (рос. Кармаскалинский сельский совет) — муніципальне утворення у складі Кармаскалинського району Башкортостану, Росія. Адміністративний центр — село Кармаскали.

## Населення
Населення — 9716 осіб (2019, 9400 в 2010, 8703 в 2002).

## Склад
До складу поселення входять такі населені пункти:
| Населений пункт       | Населення, осіб (2002) | Населення, осіб (2010) |
| --------------------- | ---------------------- | ---------------------- |
| Аксаково, присілок    | 15                     | 28                     |
| Алексієвка, присілок  | 88                     | 68                     |
| Березовка, присілок   | 19                     | 11                     |
| Карламан, присілок    | 628                    | 633                    |
| Кармаскали, село      | 7843                   | 8540                   |
| Качеван, присілок     | 107                    | 104                    |
| Новотроїцьк, присілок | 3                      | 16                     |